# Dwirkiwschtschyna
Dwirkiwschtschyna (ukrainisch Двірківщина; russisch Дворковщина Dworkowschtschina) ist ein Dorf im Osten der ukrainischen Oblast Kiew mit etwa 400 Einwohnern (2001).
Das 1684 gegründete Dorf liegt 9 km östlich vom ehemaligen Rajonzentrum Jahotyn und 110 km östlich der Hauptstadt Kiew.
Im Süden der Gemeinde liegt die Quelle des Tschumhak (ukrainisch Чумгак), eines 72 Kilometer langen Nebenflusses der Orschyzja (ukrainisch Оржиця, Flusssystem Sula).
Südlich vom Dorf verläuft die ukrainische  Fernstraße M 03 / E 40 und nördlich vom Dorf die Territorialstraße T–10–18.
Am 12. Juni 2020 wurde dad Dorf ein Teil der neugegründeten Stadtgemeinde Jahotyn, bis dahin bildete es zusammen mit den Dörfern Kajnary (Кайнари) und Woroniwschtschyna (Воронівщина) sowie der Ansiedlung Tschernjachiwka (Черняхівка) die gleichnamige Landratsgemeinde Dwirkiwschtschyna (Двірківщинська сільська рада/Dwirkiwschtschynska silska rada) im Zentrum des Rajons Jahotyn.
Am 17. Juli 2020 kam es im Zuge einer großen Rajonsreform zum Anschluss des Rajonsgebietes an den Rajon Boryspil.

Sohn der Ortschaft: Der Rekordfussballspieler Andrij Schewtschenko 2017

## Söhne und Töchter der Ortschaft
- Andrij Schewtschenko (* 1976), ukrainischer Fußballspieler und -trainer[5]